# Bartolomeo da San Concordio
Bartolomeo da San Concordio (San Concordio, 1262 – 11 luglio 1347) è stato uno scrittore e aforista italiano, frate domenicano, discendente dalla nobile famiglia de' Granchi.

## Biografia
Conosciuto anche come Bartolomeo Pisano è stato un predicatore domenicano e scrittore.
Entrò all'età di quindici anni nel convento domenicano di S.Caterina a Pisa.
Studiò diritto e teologia a Bologna e poi a Parigi. Dal 1312 restò stabilmente nel convento di cui diresse lo studium.

Le sue opere, trattati didattici e morali, sono scritte in latino, tranne i due volgarizzamenti sallustiani (il Giugurtino e il Catilinario) e la versione che egli stesso fece del suo libro De documentis antiquorum, poi da lui stesso volto in volgare col titolo di Ammaestramenti degli antichi dove raccolse e ordinò molte sentenze di antichi autori, realizzando così in forma schematica un manuale di virtù o un trattato di filosofia, che include sentenze tratte dai classici latini, fra i quali Sallustio, Seneca, Quintiliano, Ovidio, Valerio Massimo, e dal filosofo medievale Tommaso d'Aquino.
Scrisse anche una Summa casuum coscientiae, fortunatissimo manuale per i confessori, chiamata nel volgarizzamento italiano di Giovanni dalle Celle, Summa Pisanella o Maestruzzo e la Chronica del convento di Santa Caterina in Pisa. Niccolò da Osimo aggiunse un supplemento alla Summa nel 1444, che compare in molte edizioni successive.

## Florilegio critico

Ammaestramenti degli antichi, 1808 (Fondazione Mansutti, Milano).

Daniello Bartoli, scrittore dotto come ingegnoso, definisce il San Concordio in questo modo: "Fra' Bartolomeo da San Concordio, pisano, v'è chi il crede vivuto al tempo de' Villani; e se non prima, come a me si fa più credibile, sia di que' tempi. Scrisse gli Ammaestramenti degli Antichi in così buon dettato, che ne ha lode della miglior penna di allora."

## Échantillon choisi
Questo brano è tratto da un'edizione dell'Ottocento degli Ammaestramenti degli Antichi. Quest'opera, che gli amanti della toscana eleganza considerano sì grata, non è immune da una certa vena antifemminile.
Che la femmina è capo dei mali.
1) Femmina capo è dei mali.
2) Ecclesiastico. Da femmina cominciamento di peccato.
3) Origene, in homilia. Femmina capo di peccato, arme del dimonio, cacciamento di paradiso, madre di fallo, corruzione della legge antica.
4) Grisostomo sopra Matteo. Che altro è femmina, se non nimichevole amistà, non fuggevole pena, necessario male, naturale tentazione, dimestico pericolo, dilettevole dannaggio, natura di male dipinta per color di bene?
5) Secondo filosofo. Che cosa è femmina? Confusione d'uomo, non sazievole bestia, continua sollicitudine, battaglia sanza mancare, cotidiano danno, tempesta di casa, annegamento dello incontinente uomo, vaso d'avolterio, pericoloso combattimento, animale pessimo, serpente che non si sazia, schiava dell'uomo.
6) Terenzio, in Heautontimorumenos. Che farai con femmine, le quali né ragione di bene sanno, né quello che è meglio o peggio, ovvero se nuoce o giova? Nulla veggono, se non quello che loro piace.
7) Seneca, in tragoedia. La femmina duca dei mali e di malvagità artefice, assedia gli animi.
8) Seneca, ivi medesimo. Qual cosa lascerà che non ardisca lo strabocchevole furore della femmina?
9) Seneca, in un'altra tragedia. Alla femmina diede natura animo a male inchinevole, e a nuocere ammaestrò il suo petto di molte malizie, ma negògli la forza.
10) Versi. Niuna femmina è buona, o se interviene che alcuna buona ne sia, non so com'è che la cosa ria sia fatta buona.